# Championnat d'Océanie féminin de basket-ball 2013
Navigation
Édition précédente Édition suivante
Le championnat d'Océanie féminin de basket-ball  2013 est le quinzième championnat d'Océanie  de basket-ball féminin organisé par la FIBA Océanie. La compétition a lieu en Australie du 14 août au 16 août 2013. 
Seules deux équipes disputent le tournoi qualificatif pour le Championnat du monde de 2014 : l'Australie et la Nouvelle-Zélande. Le tournoi se joue sur une rencontre aller-retour. L'Australie est sacrée pour la quatorzième fois championne d'Océanie en remportant les deux rencontres sur un score cumulé de 150 à 116 (66 à 50 à Auckland puis 84-66 à Canberra).

## Résultats
| Date         | Équipe 1         | Score   | Équipe 2         | Lieu     |
| ------------ | ---------------- | ------- | ---------------- | -------- |
| 14 août 2013 | Nouvelle-Zélande | 50 - 66 | Australie        | Auckland |
| 16 août 2013 | Australie        | 84 - 66 | Nouvelle-Zélande | Canberra |